# Infra-Red
Singles de Placebo
Because I Want You Meds
Infra-Red est une chanson du groupe de rock Placebo. C'est la deuxième piste de l'album Meds ; elle fut réalisée en single.
Brian Molko déclare avoir écrit les paroles à l'envers, en commençant par le dernier vers puis en remontant jusqu'au premier. Voilà sans doute pourquoi aucun sens ne semble réellement se dégager, si ce n'est une certaine vengeance insufflée par l'alcool, vengeance contre un amour comme il est souvent le cas chez Placebo, ou contre des hommes politiques véreux comme le suggère le clip vidéo.

## Liste des titres du single
1. Infra-Red
2. Infra-Red (Hotel Persona Remix)